# Municipio de Atlequizayan
El municipio de Atlequizayan (del nahuatl: Atl, Quizá, Yam ‘Agua, Salir, Lugar’‘Salidero de agua’) es uno de los 217 municipios que conforman al estado mexicano de Puebla. Fue establecido el 13 de abril de 1935 y su cabecera es la ciudad de Atlequizayan.

## Geografía
El municipio se encuentra dentro de la sierra norte de Puebla, tiene colindancia con el municipio de Caxhuacan al norte, con Jonotla al este, Zoquiapan al sur e Ixtepec al oeste. Tiene una superficie de 12.51 km² y se encuentra en promedio a 883 m s. n. m., oscilando entre 400 m s. n. m. y 1200 m s. n. m.
El municipio se encuentra dentro de la subcuenca del río Tecuantepec, en la cuenca del río Tecolutla, parte de la región hidrológica de Tuxpan-Nautla. El único curso de agua en la demarcación es el río Zempoala.

### Clima
El clima de Atlequizayan es semicálido húmedo con lluvias todo el año. El rango de temperatura promedio es de 18 a 22 grados centígrados y el rango de precipitación media anual es de 2400 a 2600 mm.

## Demografía
De acuerdo al último censo, realizado por el INEGI en 2010, en el municipio hay 2833 habitantes, dándole una densidad de población aproximada de 226 habitantes por kilómetro cuadrado.

### Localidades
En el municipio existen tres localidades, de las cuales la más poblada es la cabecera, Atlequizayan.
| Código INEGI | Localidad       | Población (2010) | Altitud (m s. n. m.) | Categoría  |
| ------------ | --------------- | ---------------- | -------------------- | ---------- |
| 210800001    | Atlequizayan    | 1554             | 855                  | Pueblo     |
| 210800003    | Ignacio Allende | 1175             | 896                  | Indefinida |
| 210800005    | Patiy           | 104              | 1063                 | Indefinida |

## Gobierno
El ayuntamiento de Atlequizayan se conforma por seis regidores, un síndico y un presidente municipal, puesto que desempeña Berta Rodríguez Rodríguez para el período 2014-2017. El municipio se encuentra dentro del XXIV Distrito Electoral Local con cabecera en Zacatlán y en el II Distrito Electoral Federal de Puebla, que también tiene sede en Zacatlán.